# Ну, погоди! (выпуск 5)
Ну, погоди! (выпуск 5) — пятый мультипликационный фильм из серии «Ну, погоди!».

## Сюжет
В городе Волк выслеживает Зайца через подзорную трубу, просунутую сквозь скворечник.
Волк дважды ловит Зайца. Один раз он сажает его в мешок, а в другой — в коробку. Но, каждый раз пряча добычу от проезжающих мимо на мотоцикле с люлькой Медведей-милиционеров, Волк упускает Зайца.
В ходе погони он попадает в смешные ситуации: закуривает сразу несколько сигарет и отравляется табачным дымом, опрокидывает на себя телефонную будку, терпит сдавливание головы Бегемотом в лотке с арбузами, поспевает за прищемившим ему шею дверями троллейбусом, ищет Зайца среди Зайцев-телевизионных в магазине телевизоров, получает струёй воды в лицо от автомата, скатывается на тазу по эскалатору в метро.

## Создатели
| Авторы сценария:           | Феликс Камов, Александр Курляндский, Аркадий Хайт              |
| Режиссёр                   | Вячеслав Котёночкин                                            |
| Художник-постановщик:      | Светозар Русаков                                               |
| Оператор                   | Елена Петрова                                                  |
| Звукооператор              | Георгий Мартынюк                                               |
| Музыкальное оформление     | Г. Крылова                                                     |
| Монтажёр                   | Татьяна Сазонова                                               |
| Ассистент режиссёра        | Е. Туранова                                                    |
| Художники-мультипликаторы: | Виктор Арсентьев, Олег Комаров, Владимир Крумин, Леонид Каюков |
| Роли озвучивали:           | Анатолий Папанов — Волк, Клара Румянова — Заяц                 |
| Редактор                   | Аркадий Снесарев                                               |
| Директор картины           | Фёдор Иванов                                                   |

## Музыка
- Диксиленд Шандора Бенко — «Barbara» (Шандор Бенко); Волк наблюдает за Зайцем из скворечника.
- Квартет «Buenos Aires» — «El Choclo» (Анхель Вильольдо); Заяц прячется в телефонной будке.
- Вокальный ансамбль «Harmónia» и инструментальный ансамбль Тамаша Деака — «Vízisí» (Тамаш Деак); Заставка и титры.
- Имре Жолдош и Танцевальный оркестр Венгерского радио — «Szívverés» (Имре Жолдош); Сцена с арбузами.
- «Дорогой длинною» (Борис Фомин); Волк бежит за троллейбусом.
- «Две гитары» (Иван Васильев); Волка прижало дверьми троллейбуса.
- Владимир Прудников и струнный ансамбль под руководством Г. Перельштейна — «Моё солнце» (музыка — Эдуардо ди Капуа, слова — Джованни Капурро, русский текст — Михаил Пугачёв); В магазине телевизоров.
- Вокальный ансамбль «Harmónia» и инструментальный ансамбль Тамаша Деака — «Tavaszi Séta» (Тамаш Деак); Волк идёт с коробкой по городу.
- Концертный эстрадный оркестр Всесоюзного радио и Центрального телевидения под управлением Вадима Людвиковского (соло на тромбоне — Константин Бахолдин, соло на тенор-саксофоне — Алексей Зубов) — «Быстрый фокстрот» (Михаил Кадомцев); Волк бежит за мусоровозом.
- «Ala ma kota» (Ежи Вожняк); В метро.

Музыкальные отбивки — Геннадий Крылов

## Награды
- 1973 — VI ВКФ, Алма-Ата — Первая премия по разделу мультипликационных фильмов